# 汪寿昌
汪寿昌（?—?），巩昌府盐川镇（今甘肃省漳县）人，元朝政治人物。

## 生平
元成宗时担任巩昌府等处便宜都总帅。泰定帝为陕西行御史台御史中丞。元文宗时，为四川行省平章政事。至顺元年（1330年），从征云南伯忽之乱，奉命调配马匹兵器，粮草和军官薪俸。最后官至江南行省御史中丞。

## 家族
曾祖父汪世显。祖父汪德臣之孙。父汪惟正，为次子。